# Nowe Kolnie
Nowe Kolnie [pronunciación en polaco: /ˈnɔvɛ ˈkɔlɲɛ/] (en alemán: Neu Köln) es un pueblo ubicado en el distrito administrativo de Gmina Lubsza, dentro del Distrito de Brzeg, Voivodato de Opole, en el sur de Polonia occidental. Se encuentra aproximadamente a 9 kilómetros al sureste de Lubsza, a 9 kilómetros al este de Brzeg, y a 33 kilómetros al noroeste de la capital regional Opole.
Antes de 1945, el área fue parte de Alemania.
El pueblo tiene una población de 150 habitantes.